# ダニエル・ハーゲン
ダニエル・ハーゲン （Daniel Hagen） は、アメリカ合衆国の俳優・声優。

## 人物

### ライブの役割

#### 映画
- 虚栄のかがり火 - メディアジャッカル
- ニューヨークのいたずら - 建設作業員
- バラ色の選択 - ヴィンセント / バーテンダー
- ワイルダー・ナパーム - ハリソン
- オープン・ハウス - マーヴィン・ティベット
- レモニー・スニケットの世にも不幸せな物語 - ミスターポー（声）

#### テレビドラマ
- Dr.マーク・スローン - 父コネリー （1話）
- フレンズ - キャスティングディレクター（1話）
- バフィー 〜恋する十字架〜 - 社会的サービスのスーパーバイザー （1話）
- CSI:科学捜査班 - ジョン・デイモン  （1話）

### 声の役割

#### テレビアニメ
- ヘクター・コンカルネ編 - ビッグフット / ファビオ / モンティ
- ファザー・フード - ブランチャード （1話）
- おたすけマニー - サンタクロース （1話）

#### ゲーム
- biohazard（ニンテンドーゲームキューブ、Wii版） - エンリコ・マリーニ
- スターウォーズ：旧共和国の騎士団 - 追加の音声
- エバークエスト2 - 一般的な思想のブリーダエネミー / 一般的なトレントの敵 / 一般的なスケルトンの敵
- パニッシャー - 追加の音声
- Area 51 (ゲーム) - 追加の音声
- スカイランダース スパイロズ・アドベンチャー -  マスタ・イオン
- スカイランダース・ジャイアンツ -  マスタ・イオン
- ラチェット&クランク FUTURE - クロンク
- ラチェット&クランク FUTURE2 - クロンク
- ラチェット&クランク オールフォーワン - クロンク